# Henrik Klackenberg (regeringsråd)
Oscar Henrik Klackenberg, född 16 december 1907 i Sofia församling, Jönköping, död 16 november 1995 i Stockholms Domkyrkoförsamling, var en svensk ämbetsman.
Klackenberg tog folkskollärarexamen 1927, fortsatte därefter studera och blev filosofie licentiat 1931 och juris kandidat 1935 varunder han försörjde sig som folkskollärare i Göteborg. År 1932 blev han lärare vid Västerbottens läns folkhögskola, men efter sin juridiska examen fortsatte han sitt värv i staten som biträde åt de sakkunniga i skattefrågor samt deltog i 1936 års lönekommission. År 1938 blev Klackenberg amanuens vid finansdepartementet under Ernst Wigforss, 1942 byråchef där, och expeditionschef 1946. År 1952 utnämndes han till regeringsråd. Åren 1956-58 var han ledamot av lagrådet.
Under åren i regeringen ingick Klackenberg i flera statliga kommissioner, i synnerhet gällande frågor om skatter och nykterhet, samt Kompetensutredningen 1958 i vilken han bidrog med boken Kanslister vid domkapitlen : förslag. Tillsammans med Bengt Hjern gav han ut Lagen om nykterhetsvård med kommentarer som utkom i fyra upplagor.
Henrik Klackenberg var son till överläraren Karl Emil Johansson och lärarinnan Anna Lovisa Rosell. Han var från 1944 gift med folkskollärardottern Anna-Brita Andrén.